# Plan de Previsión Social Empresarial
Los Planes de Previsión Social Empresarial (PPSE) son un producto de previsión social existente en España. Permite a las empresas instrumentar compromisos por pensiones con sus empleados en condiciones muy parecidas a las que ofrecería un Plan de Pensiones. Formalmente, un Plan de Pensiones está gestionado por una Entidad Gestora y el PPSE lo comercializa una Compañía Aseguradora.
Por tanto, es una póliza de seguro colectivo, con el tratamiento fiscal de un Plan de Pensiones.
Tienen su origen normativo en la Ley 35/2006, de 28 de noviembre, del Impuesto sobre la Renta de las Personas Físicas (BOE 29 de noviembre de 2006). Por un lado, se regulan de manera muy somera en el artículo 51 (“ Reducciones por aportaciones y contribuciones a sistemas de previsión social”). Por otro, se les da carta de naturaleza para instrumentar compromisos por pensiones a través de la DISPOSICIÓN FINAL QUINTA, de la citada Ley, por la que se modifica el texto refundido de la Ley de regulación de los Planes y Fondos de Pensiones, aprobado por el Real Decreto Legislativo 1/2002, de 29 de noviembre.

## Similitudes con los Planes de Pensiones
Los Planes de Previsión Social Empresarial (PPSE) se regirán por los mismos principios que los Planes de Pensiones:
- No discriminación: La empresa debe garantizar que podrá incorporarse al PPSE cualquier empleado, aunque podrá exigirse una antigüedad superior a dos años para formalizar dicha incorporación, y podrán existir diferentes regímenes y condiciones de aportaciones conforme a criterios derivados de la negociación colectiva. 
- Capitalización: se instrumentarán mediante sistemas financieros y actuariales de capitalización. 
- Irrevocabilidad de aportaciones: las aportaciones realizadas no pueden “deshacerse” para ser devueltas a la empresa. 
- Atribución de derechos: La titularidad de los recursos patrimoniales afectos a cada plan corresponderá a los empleados y sus beneficiarios, y se generará derecho a prestaciones económicas en caso de que se produzca la contingencia de jubilación, fallecimiento, o invalidez en sus diferentes modalidades. 
- Inembargabilidad: los derechos en un PPSE no podrán ser objeto de embargo, traba judicial o administrativa hasta el momento en que se cause el derecho a la prestación.
Hasta tal punto comparten régimen jurídico ambos instrumentos, que la propia ley establece una remisión genérica al régimen de los Plan de Pensiones para todos los aspectos no específicamente regulados en el mencionado artículo 51.

## Diferencias con los Planes de Pensiones
La primera gran diferencia procede de la forma en la que se atribuye la rentabilidad.
Esto es porque, en un Plan de Pensiones, los derechos consolidados de los partícipes fluctúan conforme se modifica día a día el valor patrimonial del Fondo con la variación del precio de mercado de los activos afectos. Sin embargo, en un PPSE, las primas se tienen que garantizar, como mínimo, al tipo de interés técnico que establece para cada año la Dirección General de Seguros, que en los últimos años ha estado ligeramente por encima del 2%. Adicionalmente, se revalorizarán con lo que quiera atribuirle cada año la compañía aseguradora de los beneficios genéricos de su cartera de inversión.
La segunda gran diferencia se refiere a su gestión. Los PPSEs no requieren la constitución de una Comisión de Control con representación de empresa y sindicatos, puesto que ni hay nada que decidir sobre el destino de las aportaciones, ni entidad gestora a la que supervisar dado que no existe riesgo de inversión. Esto hace que este producto sea ideal para empresas de tamaño pequeño y medio que no puedan o no quieran asumir la posible problemática de tener una Comisión de Control. En empresas con implantación sindical seguramente se plantearía montar un plan de pensiones que da más visibilidad a los representantes de los trabajadores..

## Tratamiento Fiscal de los PPSEs
Las primas abonadas por la empresa al PPSE deberán ser imputadas obligatoriamente a los trabajadores, siendo consideradas como Rendimientos del Trabajo en Especie, estando exenta la realización de ingreso a cuenta.
Las primas pagadas al PPSE pueden reducir la base imponible del asegurado con el límite conjunto de las aportaciones (empresa/tomador – empleado/asegurado) aplicable en cada momento a la totalidad de sistemas de previsión social (hasta 8.000 euros independientemente de la edad, tras el cambio legislativo de 2015).
En relación con las prestaciones, jubilación, fallecimiento o invalidez del asegurado, tributarán en el IRPF como rendimiento del trabajo sujeto a retención.